# Бонпорти, Франческо Антонио
Франческо Антонио Бонпорти (итал. Francesco Antonio Bonporti; 11 июня 1672 года, Тренто — 19 декабря 1749 года, Падуя) — итальянский барочный композитор и священник.

## Биография
Бонпорти происходил из захудалого аристократического рода. Начальное обучение проходил в Тренто, диплом по философии и физике получил в Инсбруке. Переехал в Рим для прохождения курсов теологии в папской семинарии Коллегиум Германикум (Collegium Germanicum). В этом городе изучал композицию у Джузеппе Оттавио Питони и, по неподтверждённым источникам, скрипку у Арканджело Корелли. В 1695 году, после рукоположения в священники, вернулся в родной Тренто.
Хотя Бонпорти и провёл большую часть своей жизни в родном городе, он приобрел европейскую славу. В 1696 году опубликовал первый опус, состоявший из десяти трио-сонат. В дальнейшем написал другие сонаты, шесть мотетов для голоса, скрипки и баса, арии, балеты и куранты «сто менуэтов», которые переиздавались в Лондоне и Амстердаме, имея большой успех, в то время как в Италии оставались малозаметными.
После назначения его придворным («familiare aulico») Карла VI Габсбурга в 1740 году переехал в Падую, где жил до смерти.
Как и Альбинони, не считался профессиональным композитором, а только любителем. Его имя всплыло из забвения только в двадцатые годы XX века благодаря находке нескольких неизвестных инвенций Баха, которые представляли собой транскрипции для клавесина четырёх скрипичных пьес из соч. X. «Inventioni da camera a violino solo o basso continuo» Бонпорти использовал для сочинения своих Двенадцати сонат для скрипки и basso continuo (1720 год) английский композитор Генри Экклз.
Стиль композитора был свободен от институциональных и коммерческих ограничений, получил определённые индивидуальные черты.
Известно 12 опубликованных опусов, принадлежащих Бонпорти, два из которых утрачены.

## Память
- Консерватория Ф. А. Бонпорти в Тренто (Conservatorio di Musica FA Bonporti).
- Музыкальное училище Ф. А. Бонпорти (Scuola secondaria di I grado «FA Bonporti»).
- Международный конкурс старинной музыки Премия Бонпорти (Premio Bonporti) — Роверето, с 1996 года.